# Tour de Catalogne 1995
Le Tour de Catalogne 1995 est la 75e édition du Tour de Catalogne, une course cycliste par étapes en Espagne. L’épreuve se déroule sur 8 étapes du 15 au 22 juin 1995 sur un total de 1 146,1 km. Le vainqueur final est le Français Laurent Jalabert de l’équipe ONCE, devant Melchor Mauri et Jesús Montoya.
Cette année, l'UCI a décidé de déplacer la course en juin. Cela signifie que des cyclistes comme Indurain et Rominger sont absents de la course, en vue de se préparer au mieux pour le Tour de France.

## Étapes
| Étape | Date    | Parcours                                                                  | km    | Vainqueur d’étape        | Leader du classement général |
| ----- | ------- | ------------------------------------------------------------------------- | ----- | ------------------------ | ---------------------------- |
| P     | 15 juin | Manlleu – Fàbrica Le Piara (Manlleu) (clm)                                | 3,1   | Maurizio Fondriest (ITA) | Maurizio Fondriest (ITA)     |
| 1     | 16 juin | Manlleu – Abbaye de Montserrat                                            | 191,0 | Laurent Jalabert (FRA)   | Laurent Jalabert (FRA)       |
| 2     | 17 juin | Manresa – Torredembarra                                                   | 172,4 | Mario Cipollini (ITA)    | Laurent Jalabert (FRA)       |
| 3     | 18 juin | Torredembarra – Barcelone                                                 | 169,5 | Mario Cipollini (ITA)    | Laurent Jalabert (FRA)       |
| 4     | 19 juin | Bellver de Cerdanya - Boí Taüll                                           | 226,8 | José María Jiménez (ESP) | Laurent Jalabert (FRA)       |
| 5     | 20 juin | Boí Taüll – Lleida                                                        | 163,3 | Mario Cipollini (ITA)    | Laurent Jalabert (FRA)       |
| 6     | 21 juin | Caves Segura Viudas (Torrelavit) – Caves Segura Viudas (Torrelavit) (clm) | 21,6  | Melchor Mauri (ESP)      | Laurent Jalabert (FRA)       |
| 7     | 22 juin | Barcelone – Olot                                                          | 198,4 | Laurent Jalabert (FRA)   | Laurent Jalabert (FRA)       |

### Prologue[1]
15-06-1995: Manlleu - Fàbrica Le Piara (Manlleu), 3,1 km (clm) :
|   | Cycliste                 | Équipe                | Temps      |
| - | ------------------------ | --------------------- | ---------- |
| 1 | Maurizio Fondriest (ITA) | Lampre                | 3 min 54 s |
| 2 | Claudio Chiappucci (ITA) | Carrera Jeans-Tassoni | + 1 s      |
| 3 | Laurent Jalabert (FRA)   | ONCE                  | m. t.      |

|   | Cycliste                 | Équipe                | Temps      |
| - | ------------------------ | --------------------- | ---------- |
| 1 | Maurizio Fondriest (ITA) | Lampre                | 3 min 54 s |
| 2 | Claudio Chiappucci (ITA) | Carrera Jeans-Tassoni | + 1 s      |
| 3 | Laurent Jalabert (FRA)   | ONCE                  | m. t.      |

### 1reétape[2]
16-06-1995: Manlleu – Abbaye de Montserrat, 191,0 km :
|   | Cycliste               | Équipe                | Temps           |
| - | ---------------------- | --------------------- | --------------- |
| 1 | Laurent Jalabert (FRA) | ONCE                  | 5 h 02 min 09 s |
| 2 | Enrico Zaina (ITA)     | Carrera Jeans-Tassoni | + 1 s           |
| 3 | Bo Hamburger (DEN)     | TVM                   | m. t.           |

|   | Cycliste               | Équipe                | Temps           |
| - | ---------------------- | --------------------- | --------------- |
| 1 | Laurent Jalabert (FRA) | ONCE                  | 5 h 06 min 04 s |
| 2 | Bo Hamburger (DEN)     | TVM                   | + 12 s          |
| 3 | Enrico Zaina (ITA)     | Carrera Jeans-Tassoni | + 13 s          |

### 2eétape[3]
17-06-1995: Manresa – Torredembarra, 172,4 km :
|   | Cycliste                | Équipe | Temps           |
| - | ----------------------- | ------ | --------------- |
| 1 | Mario Cipollini (ITA)   | Saeco  | 4 h 08 min 26 s |
| 2 | Silvio Martinello (ITA) | Saeco  | m. t.           |
| 3 | Laurent Jalabert (FRA)  | ONCE   | m. t.           |

|   | Cycliste               | Équipe                | Temps           |
| - | ---------------------- | --------------------- | --------------- |
| 1 | Laurent Jalabert (FRA) | ONCE                  | 9 h 14 min 30 s |
| 2 | Bo Hamburger (DEN)     | TVM                   | + 20 s          |
| 3 | Enrico Zaina (ITA)     | Carrera Jeans-Tassoni | + 21 s          |

### 3eétape[4]
18-06-1995: Torredembarra - Barcelone, 169,5 km :
|   | Cycliste               | Équipe | Temps           |
| - | ---------------------- | ------ | --------------- |
| 1 | Mario Cipollini (ITA)  | Saeco  | 4 h 33 min 05 s |
| 2 | Ján Svorada (SVK)      | Lampre | m. t.           |
| 3 | Laurent Jalabert (FRA) | ONCE   | m. t.           |

|   | Cycliste               | Équipe                | Temps            |
| - | ---------------------- | --------------------- | ---------------- |
| 1 | Laurent Jalabert (FRA) | ONCE                  | 13 h 47 min 35 s |
| 2 | Bo Hamburger (DEN)     | TVM                   | + 20 s           |
| 3 | Enrico Zaina (ITA)     | Carrera Jeans-Tassoni | + 21 s           |

### 4eétape[5]
19-06-1995: Bellver de Cerdanya – Boí Taüll, 226,8 km :
|   | Cycliste                 | Équipe                | Temps           |
| - | ------------------------ | --------------------- | --------------- |
| 1 | José María Jiménez (ESP) | Banesto               | 6 h 28 min 10 s |
| 2 | Claudio Chiappucci (ITA) | Carrera Jeans-Tassoni | + 1 s           |
| 3 | Félix García Casas (ESP) | Artiach               | + 15 s          |

|   | Cycliste               | Équipe                | Temps            |
| - | ---------------------- | --------------------- | ---------------- |
| 1 | Laurent Jalabert (FRA) | ONCE                  | 20 h 16 min 25 s |
| 2 | Bo Hamburger (DEN)     | TVM                   | + 20 s           |
| 3 | Enrico Zaina (ITA)     | Carrera Jeans-Tassoni | + 21 s           |

### 5eétape[6]
20-06-1995: Boí Taüll – Lleida, 163,3 km :
|   | Cycliste                 | Équipe | Temps           |
| - | ------------------------ | ------ | --------------- |
| 1 | Mario Cipollini (ITA)    | Saeco  | 3 h 58 min 09 s |
| 2 | Ján Svorada (SVK)        | Lampre | m. t.           |
| 3 | Christophe Capelle (FRA) | GAN    | m. t.           |

|   | Cycliste               | Équipe                | Temps            |
| - | ---------------------- | --------------------- | ---------------- |
| 1 | Laurent Jalabert (FRA) | ONCE                  | 24 h 14 min 34 s |
| 2 | Bo Hamburger (DEN)     | TVM                   | + 20 s           |
| 3 | Enrico Zaina (ITA)     | Carrera Jeans-Tassoni | + 21 s           |

### 6eétape[7]
21-06-1995: Caves Segura Viudas (Torrelavit), 21,6 km (clm):
|   | Cycliste               | Équipe  | Temps       |
| - | ---------------------- | ------- | ----------- |
| 1 | Melchor Mauri (ESP)    | ONCE    | 20 min 50 s |
| 2 | Laurent Jalabert (FRA) | ONCE    | + 1 s       |
| 3 | Aitor Garmendia (ESP)  | Banesto | + 8 s       |

|   | Cycliste               | Équipe  | Temps            |
| - | ---------------------- | ------- | ---------------- |
| 1 | Laurent Jalabert (FRA) | ONCE    | 24 h 35 min 25 s |
| 2 | Melchor Mauri (ESP)    | ONCE    | + 35 s           |
| 3 | Jesús Montoya (ESP)    | Banesto | + 49 s           |

### 7eétape[8]
22-06-1995: Barcelone – Olot, 198,4 km :
|   | Cycliste               | Équipe                | Temps           |
| - | ---------------------- | --------------------- | --------------- |
| 1 | Laurent Jalabert (FRA) | ONCE                  | 4 h 49 min 29 s |
| 2 | Enrico Zaina (ITA)     | Carrera Jeans-Tassoni | m. t.           |
| 3 | Jesús Montoya (ESP)    | Banesto               | m. t.           |

|   | Cycliste               | Équipe  | Temps            |
| - | ---------------------- | ------- | ---------------- |
| 1 | Laurent Jalabert (FRA) | ONCE    | 29 h 24 min 54 s |
| 2 | Melchor Mauri (ESP)    | ONCE    | + 46 s           |
| 3 | Jesús Montoya (ESP)    | Banesto | + 49 s           |

## Classement général
|    | Cycliste                       | Équipe                | Temps            |
| -- | ------------------------------ | --------------------- | ---------------- |
| 1  | Laurent Jalabert (FRA)         | ONCE                  | 29 h 24 min 54 s |
| 2  | Melchor Mauri (ESP)            | ONCE                  | + 46 s           |
| 3  | Jesús Montoya (ESP)            | Banesto               | + 49 s           |
| 4  | Enrico Zaina (ITA)             | Carrera Jeans-Tassoni | + 1 min 17 s     |
| 5  | Bo Hamburger (DEN)             | TVM                   | + 1 min 48 s     |
| 6  | Francisco Javier Mauleón (ESP) | Mapei                 | + 1 min 49 s     |
| 7  | Daniel Clavero (ESP)           | Artiach               | + 3 min 04 s     |
| 8  | Stephen Hodge (AUS)            | Festina               | + 3 min 23 s     |
| 9  | Juan Carlos Vicario (ESP)      | Castellblanch         | + 6 min 11 s     |
| 10 | José María Jiménez (ESP)       | Banesto               | + 6 min 22 s     |

## Classement de la montagne
|   | Cycliste                 | Équipe  | Points |
| - | ------------------------ | ------- | ------ |
| 1 | Pascal Hervé (FRA)       | Festina | 68     |
| 2 | José María Jiménez (ESP) | Banesto | 45     |
| 3 | Félix García Casas (ESP) | Artiach | 40     |

## Classement des metas volantes
|   | Cycliste                 | Équipe  | Points |
| - | ------------------------ | ------- | ------ |
| 1 | Orlando Rodrigues (POR)  | Artiach | 17     |
| 2 | Félix García Casas (ESP) | Artiach | 8      |
| 3 | Marco Zen (ITA)          | Lampre  | 5      |

## Meilleure équipe
|   | Équipe  | Pays    | Temps            |
| - | ------- | ------- | ---------------- |
| 1 | ONCE    | Espagne | 88 h 07 min 05 s |
| 2 | Artiach | Espagne | + 10 min 54 s    |
| 3 | Banesto | Espagne | + 15 min 15 s    |